# E3 Prijs Harelbeke 1988
L'E3 Prijs Harelbeke 1988, trentunesima edizione della corsa, si svolse il 26 marzo su un percorso di 231 km, con partenza ed arrivo a Harelbeke. Fu vinta dall'italiano Guido Bontempi della squadra Carrera-Vagabond davanti all'australiano Allan Peiper e al belga Eddy Planckaert. Fu la prima vittoria di un ciclista italiano nella storia di questa competizione.

## Ordine d'arrivo (Top 10)
| Pos. | Corridore         | Squadra     | Tempo    |
| ---- | ----------------- | ----------- | -------- |
| 1    | Guido Bontempi    | Carrera     | 4h55'00" |
| 2    | Allan Peiper      | Panasonic   | a 3"     |
| 3    | Eddy Planckaert   | ADR         | a 20"    |
| 4    | Mathieu Hermans   | Caja Rural  | s.t.     |
| 5    | Herman Frison     | Roland      | s.t.     |
| 6    | Jef Lieckens      | Hitachi     | s.t.     |
| 7    | Eric Vanderaerden | Panasonic   | s.t.     |
| 8    | Nico Verhoeven    | Superconfex | s.t.     |
| 9    | Hendrik Redant    | Isoglass    | s.t.     |
| 10   | Søren Lilholt     | Sigma-Fina  | s.t.     |